# Trái cấm

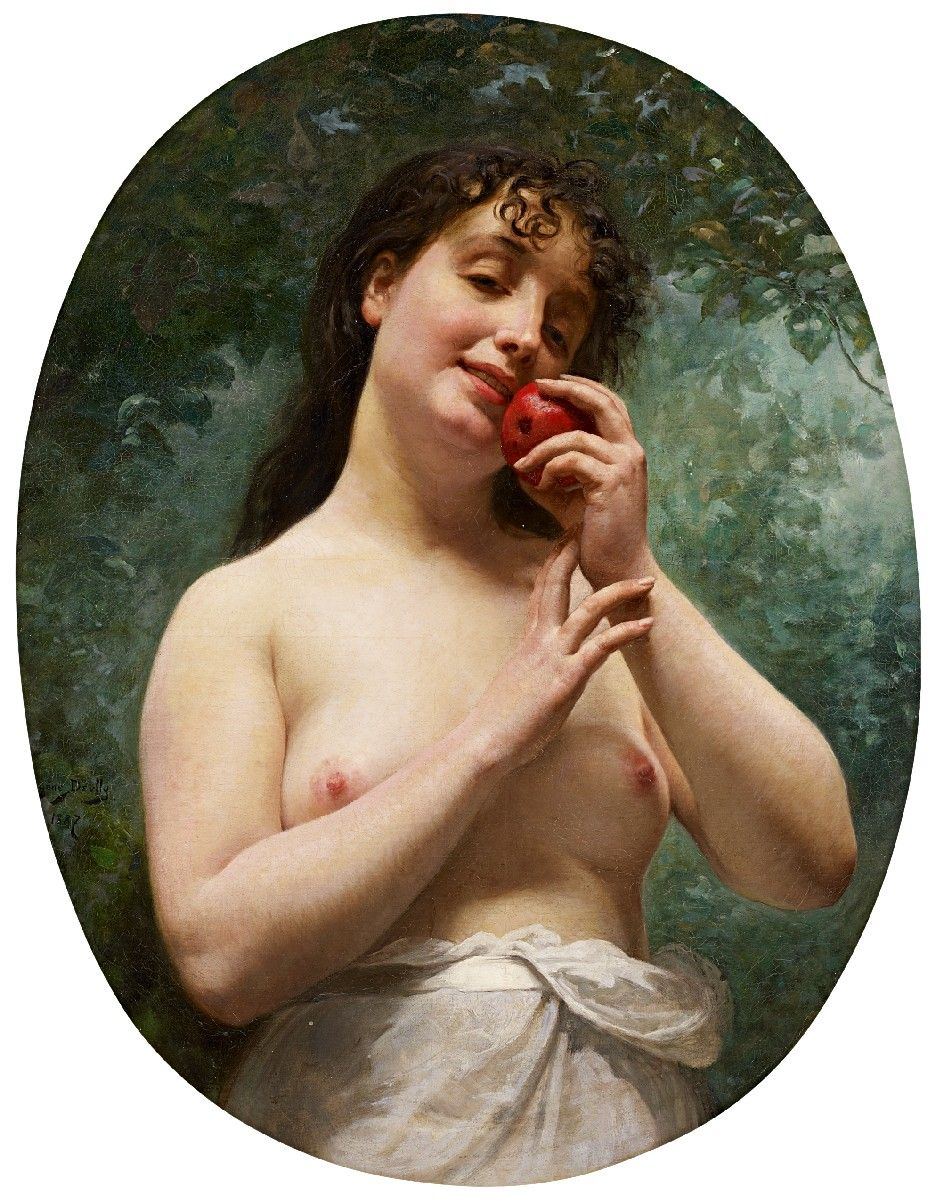
Bích họa về việc Eva nếm trái cấm

Trái cấm (tiếng Anh: Forbidden fruit) là hình ảnh tượng trưng rằng sự thèm muốn điều gì đó mê hoặc là kết quả của sự biết rằng không thể hoặc không nên đạt được hay điều ai đó muốn nhưng không thể có.